# Curtis Armstrong
Curtis Armstrong est un acteur américain, né le 27 novembre 1953 à Détroit, Michigan (États-Unis). Il est principalement connu pour avoir interprété le rôle d'Herbert Viola dans la série Clair de lune (1985-1989).

## Filmographie
- 1983 : Risky Business de Paul Brickman : Miles
- 1984 : Les Tronches (Revenge of the Nerds) de Jeff Kanew : Dudley Dawson dit « crotte de nez »
- 1985 : Gagner ou Mourir (Better Off Dead...) de Savage Steve Holland : Charles De Mar
- 1985 : Bad Medicine de Harvey Miller : Dennis Gladstone
- 1986-1989 : Clair de lune ("Moonlighting") (série télévisée) : Herbert Quentin Viola
- 1986 : Le Clan de la caverne des ours (The Clan of the Cave Bear) de Michael Chapman : Goov
- 1986 : One Crazy Summer de Savage Steve Holland : Ack Ack Raymond
- 1987 : Les Tronches 2 (Revenge of the Nerds II: Nerds in Paradise) Joe Roth : Dudley Dawson dit « crotte de nez »
- 1989 : Comment devenir beau, riche et célèbre (How I Got Into College) de Savage Steve Holland : Arcadia Bible Academy Recruiter
- 1991 : Hi Honey - I'm Dead (en) (TV) : Arnold Pischkin
- 1992 : Les Tronches 3 (Revenge of the Nerds III: The Next Generation) (TV) : Dudley Dawson dit « crotte de nez »
- 1992 : Eek ! Le Chat (Eek! The Cat) (série télévisée) : Scooter (II) (voix)
- 1993 : Public Enemy #2
- 1993 : The Parsley Garden (TV)
- 1993 : Les Aventures de Huckleberry Finn (The Adventures of Huck Finn) de Stephen Sommers : Country Jake
- 1994 : Les Tronches 4 (Revenge of the Nerds IV: Nerds in Love) (TV) : Dudley Dawson dit « crotte de nez »
- 1995 : Lois et Clark, les nouvelles aventures de Superman
- 1996 : Le Souffre-douleur (Big Bully) de Steve Miner : Clark
- 1996 : Agent zéro zéro (Spy Hard) de Rick Friedberg : Pastry Chef
- 1996 : La Course au jouet (Jingle All the Way) de Brian Levant : Chain Smoking Booster
- 1997 : L.A. Johns (TV) : 'Big' Ben
- 1997 : Elvis Meets Nixon (en) (TV) : Farley Hall
- 1998 : Safety Patrol (en) (TV) de Savage Steve Holland : Bert Miller
- 1998 : Border to Border de Thomas Whelan : Man in Diner
- 2001 : That '70s Show : Jerry Thunder
- 2002 : Vent de panique (Gale Force) (vidéo) de Bernard Stora : Steve Chaney
- 2002 : American Party (Van Wilder) de Walt Becker : Campus Cop
- 2002 : Project Viper de Jim Wynorski : Keach
- 2003 : The Seat Filler, de Nick Castle : LaJean
- 2003 : Titletown (TV)
- 2003 : The Bar : Ozwald Rosencrantz
- 2003 : Quigley : Dexter
- 2003 : My Dinner with Jimi (en) de Bill Fishman (en) : Herb Cohen
- 2003 : Dans la grotte de Batman (Return to the Batcave: The Misadventures of Adam and Burt) (TV) : Jerry the Butler
- 2004 : Greener Mountains de Lee Shallat Chemel (en) : Mike
- 2004 : Big Time de Geofrey Hildrew : Zamboni
- 2004 : Post Mikey de Bryan Albright : Norman Hubbard
- 2004 : Tales of a Fly on the Wall (TV) : The Fly
- 2004 : Double Shot de Trey Stokes (en)
- 2004 : Conversations de Ben Rock (en) : Josh Candleman
- 2004 : Ballon chasseur - Une vraie histoire de sous-estimés (Dodgeball: A True Underdog Story) de Rawson Marshall Thurber : M.. Ralph
- 2004 : Irish Eyes de Daniel McCarthy : Brodrick Dooley
- 2004 : Ray de Taylor Hackford : Ahmet Ertegün
- 2005 : Garde rapprochée (Man of the House) de Stephen Herek : Morgan Ball
- depuis 2005 : American Dad! : Snot (voix, 76 épisodes)
- 2005 : Le Monde de Maggie (série TV) : Bugspit (voix)
- 2006 : Pucked d'Arthur Hiller : Janitor
- 2006 : Les Mots d'Akeelah (Akeelah and the Bee) de Doug Atchison (en) : M.. Welch
- 2006 : Southland Tales de Richard Kelly : Doctor Soberin Exx
- 2007 : Sorciers de Waverly Place (série télévisée) (saison 1 épisode 10) : bouton
- 2007 : Ghost Whisperer (série télévisée) (saison 2, épisode 17) : Harold, le médecin légiste
- 2008 : Psych : enquêteur malgré lui (série télévisée) (saison 2 épisode 12) : Jervis
- 2009 : American Pie : Les Sex Commandements de John Putch : Peter O'Donnel
- 2009 : Dr House (série télévisée) (saison 6 épisodes 1 et 2) : Richter
- 2010 : Croc d'Or (The Gold Retrievers) (TV) : le professeur
- 2010 : Les Experts (série télévisée) (saison 10 épisode 16) : Clint Pudder
- 2011 : Flypaper de Rob Minkoff : Mitchell
- 2011 : Beethoven sauve Noël (Beethoven's Christmas Adventure) (TV) : Kenny
- 2013 : Bones (The Blood from the Stones) (TV) : Oscar Schultz
- depuis 2013 : Supernatural (TV) : Metatron (15 épisodes)
- depuis 2013 : New Girl (série télévisée) : Principal Foster (11 épisodes)
- 2010 : Blue Mountain State (TV) : Ronnie Hayes (épisode 11 saison 1)
- 2019 : New York, unité spéciale : Robert Fischer (saison 21, épisode 3)
- 2021 : Monstres et Cie : Au travail : Mr Crummyham